# Štefan Tomašević
Stjepan Tomašević (Stefan Tomašević Kotromanić, Стефан Томашевић Котроманић) je bil zadnji despot Srbije in zadnji kralj Bosne. Njegovo vladavino v obeh državah so končala osmanska osvajanja, njegova usmrtitev pa se šteje za padec Bosne pod osmansko oblast, * okoli 1438, † 5. junij 1463.
Med svojo kratkotrajno vladavino je Srbski despotat in trdnjavo Smederevo čvrsto branil pred mnogo močnejšo vojsko Osmanskega cesarstva. Kasneje ga je v Bosni izdal plemič Radoslav, ki je za podkupnino ponoči spustil osmansko vojsko v bosansko mesto Ključ. Radoslava so odpeljali pred sultana Mehmeda II. in mu kot izdajalcu svojega kralja odsekali glavo.

## Poreklo in družina
Stjepan Tomašević je bil najstarejši sin bosanskega kralja Stjepana Tomaša (vladal 1443—1461) iz njegovega zakona z Vojačo. Stjepan je imel razen njega še dva sinova z neznanima imenoma. Leta 1444 je svojo prvo ženo odslovil in se leta 1446 poročil s Katarino Kosača, hčerko hercega Stjepana Vukčića Kosače.
Stjepan Tomašević je bil poročen z Jeleno Branković s katero najverjetneje ni imel otrok. Če sta morda imela otroke, so bili leta skupaj z materjo ujeti in usmrčeni, tako kot oče Stjepan in njegov stric Radivoj, ali spreobrnjeni v islam kot Stjepanov brat in sestra.
Jelena Branković je bila hčerka srbskega despota Lazarja Brankovića (vladal 1456-1458) in Jelene Paleolog, hčerke morejskega despota Tomaža Paleologa, brata bizantinskega cesarja Konstantina XI. Po Stjepanovi usmrtitvi leta 1563 je zbežala v Dubrovnik, od tam na Apeninski polotok in nazadnje k svoji teti na solunski dvor, kjer je po letu 1498 umrla.

## Vladanje

### Zadnji despot Srbije (1459)
Pritisk Osmanskega cesarstva in nesoglasja srbskih velikašev so vnesla razdor v srbsko vladarsko družino in jo razdelila v dve struji:
- turkofilno na čelu z vojvodo Mihajlom Andželovičem, ki je bila za sodelovanje z Osmanskim imperijem, in
- turkofobno na čelu z despotom Stefanom Brankovičem in despotico Jeleno Paleolog, ki je bila za borbo proti Osmanskemu cesarstvu in sodelovanje z Ogrskim in Bosanskim kraljestvom. Zmagala je slednja. Srbska vladarja sta po dogovoru z ogrskim kraljem Matijo Korvinom in njegovim de iure vazalom Stjepanom Tomašem poročila Jeleno, hčerko svojega predhodnika Lazarja Brankovića, z bosanskim prestolonaslednikom Stjepanom Tomaševićem, in mu za doto prepustila Srbski despotat.

#### Padec Srbskega despotata
Stjepan je 21. marca 1459 prišel v Smederevo in prevzel oblast in 1. aprila najavil svojo poroko z Jeleno Branković. Na pomoč mu je prišla manjša enota ogrskih konjenikov. Samo nekaj tednov kasneje se je pred Smederevom pojavila velika osmanska vojska pod poveljstvom sultana Mehmeda II. Osvajalca. Smederevska trdnjava je bila odlično utrjena in bi se lahko dolgo upirala osmanskemu obleganju, novi despot pa se je kljub temu raje odločil za pogajanja. S sultanom je dosegel dogovor, da lahko s soprogo in družino svobodno zapusti mesto, da se bodo ogrski vojaki predali, sultan pa bo prevzel trdnjavo. Padec Smedereva je osupnil celo Evropo v kateri so upali, da se bodo Srbi upirali kot so se Bizantinci v Carigradu. Stjepana in njegovega strica Radivoja so obtožili za izdajo krščanstva in strahopetnost. Njemu v zagovor je treba poudariti, da je Stjepan pred tem celi Evropi sporočil, da bo trdnjavo predal, če iz krščanske Evrope ne bo dobil potrebne pomoči. Edina pomoč je bil že omenjeni oddelek ogrske konjenice. Od drugod ni dobil niti namiga, da so mi pripravljeni pomagati.
Objektivno gledano je bilo že pred predajo povsem jasno, da se smederevske trdnjave ne da obraniti. Prvi razlog za takšno trditev je bila številčna premoč osmanske vojske. Drugi razlog je bil obstoj turkofilne struje med branilci, ki bi lahko v ugodnem trenutku odprli vrata trdnjave, kar se je že zgodilo v Golubcu leta 1427. To strujo je še okrepilo dejstvo, da je despot sin bosanskega kralja, s katerim se je Srbija prepirala zaradi Srebrenice in je izkoristil smrt despota Lazarja in zasedel enajst trdnjav, ki so pripadale Srbskemu despotatu. Stjepan je spoznal, da obramba trdnjave nima nobenega smisla in se odločil za odpor na kakšnem zanj bolj ugodnem mestu. Zavedal se je, da bi bil med napadom zaradi izdaje verjetno hitro ubit ali ujet in nato zagotovo usmrčen.

### Zadnji kralj Bosne (1461-1463)
Bosanski kralj Stjepan Tomaš je 10. junija 1461 po krajši bolezni umrl. Nasledil ga je najstarejši sin Stjepan Tomašević. Prva poteza novega kralja je bila sprava s hercegom Stjepanom Vukčićem Kosačo, s katerim so bili njegovi predhodniki v dolgoletnih sporih. Napetosti v Bosni so popustile in oba vladarja sta se začela pripravljati na spopad osmansko vojsko. S krbavskim knezom je sklenil zavezništvo proti hrvaškemu banu Pavlu Sperančiću, katero so podpirali tudi Benečani in hercog Stjepan. S sporazumom je zavaroval zahodno mejo svojega kraljestva. V odnosih s papeško kurijo je nadaljeval in celo poglobil prokatoliško politiko svojega očeta. Papeža Pija II. je zaprosil za podelitev kraljeve krone, s katero bi utrdil svoj položaj v državi. Sosednje vladarje je opozarjal na osmansko nevarnost in poudarjal, da bo prva na udaru prav Bosna. Papež je kljub ugovorom ogrskega kralja Matije Korvina, češ da je Stjepan Tomašević de iure njegov vazal, Stjepanu poslal zlato krono, s katero se je novembra 1461 v Jajcu v prisotnosti vseh svojih mogotcev kronal za kralja Bosne. Kronanje mu ni prineslo pričakovane koristi, ker je Korvin v njem videl potezo, uperjeno neposredno proti njemu in njegovim pravicam in je zato še naprej deloval proti krepitvi Bosne. Mehmed je v kronanju videl jasen znak, da se bo Stjepan z vsemo svojimi silami pridružil križarskemu pohodu proti Osmanskemu cesarstvu in se je začel pripravljati na končni udar na kraljevino Bosno.
Matija Korvin in Stjepan Tomašević sta s papeževim posredovanjem na začetku leta 1462 sklenila sporazum, s katerim je Tomašević uradno priznal, da ja Bosna vazalna kraljevina v okviru Ogrskega kraljestva in se obvezal, da bo finančno podprl Korvina, če bo od svetega rimskega cesarja Friderika III. Habsburškega spel odkupiti krono svetega Štefana. Stjepan je prenehal plačevati davke Osmanskemu cesarstvu, ker so v Carigradu že sklenili, da bodo uničili Bosno. Kralj je kljub temu upal, da bo s pomočjo papeža in Matije Korvina njihov napad odbil.
Na začetku leta 1463 je delegacija kralja Stjepana in hercega Stjepana Kosače odšla v Dubrovnik, Benetke, Vatikan in k Skenderbegu s prošnjo za pomoč v bližajočem se spopadu z Osmanskim cesarstvom. Turška vojska je že marca tega leta začela vpadati no ozemlje Bosne in Hercegovine. Ker v Bosno z nobene strani ni prišla nobena pomoč, je spomladi v Carigrad odšla delegacija kraljevine Bosne s ponudbo za premirje, ki bi trajalo petnajst let. Osmanska vlada je ponudbo sprejela, vendar jo je že štiri dni kasneje prekršila in proti Bosni poslala svojo vojsko.

#### Padec kraljevine Bosne
Osmanski napad je bil dobro načrtovan. Začel se je z manjšimi vojaškimi operacijami na meji z Ogrsko, katere je Matija Korvin imel za uvod v napad na njegovo državo, ker se je proti Srbiji hkrati pomikala močna osmanska vojska.
Vojska pod poveljstvom sultana Murata II. je preko Sjenice in Drine prodrla v Bosno in brez težav zlomila odpor zadnjih Pavlovićev in Tvrtka Diničića, ki se je skliceval na petnajstletno premirja in se predal brez boja. Na sultanov ukaz so ga kljub temu usmrtili. Osmani so istočasno prodirali tudi v vzhodno Hercegovino. Herceg Stjepan se je z družino umaknil na zahod, na vzhodu pa je nekaj poveljnikov trdnjav upiralo osmanskemu prodiranju. Na koncu so vsi podlegli pred premočno osvajalsko vojsko. Sultan je nato del vojske povedel proti prestolnici Bobovac, Mahmud-paša Anđelović pa je z 20.000 možmi krenil na Jajce, ki je veljalo za najmočnejše mesto v državi. Tretji del vojske je operiral po južnem robu Panonske nižine in preprečeval, da bi Ogri prišli na pomoč bosanskemu kralju.
Mehmed je za obleganje Bobovca pripravil veliko vojsko in veliko topništva. Mesto je klub temu, da je bilo zelo utrjeno, njegov poveljnik knez Radak po treh dneh obleganja predal Osmanom. Radak je bil najverjetneje podkupljen, ena od razlag pa trdi, da je bil bogomil in je to storil zaradi svojega verskega prepričanja v smislu, da je raje videl turški turban kot latinsko mitro. Radak je bil takoj po predaji mesta na sultanov ukaz usmrčen. Sultan je z njegovo usmrtitvijo poslal bosanskim velikašem sporočilo, naj se predajo brez odpora ali se poslovijo od življenja. Sporočilo je delovalo in Visoko se je malo zatem predalo brez odpora.
Ko je Mehmed Anđelović prišel do Jajca, je izvedel, da se je kralj Stjepan umaknil v trdnjavo Ključ. Anđelović je začel oblegati Ključ in se hkrati pogajal o predaji mesta. Kralj je po daljšem odporu konec junija pristal, da mesto preda Osmanom in podpiše ukaz poveljnikom ostalih mest, naj se predajo pod pogoji, ki so veljali v Smederevu. Kralja so po predaji odpeljali v Jajce, ki se je medtem vdalo Mehmedu II., kjer so ga peljali pred sultana. Sultan je dogovor z Anđelovićem označil za ničen in ukazal, da Stjepanu Tomaševiću odsekajo glavo. Usmrtili so tudi njegovega strica Radivoja Ostojića Kotromanića, brata in sestro pa so odpeljali v Carigrad in jih spreobrnili v islam. Po njegovi smrti so se vse preostale trdnjave v Bosni vdale brez odpora.

## Družinsko drevo
|  |                                 |  |  |  |  |  |  |  |  |  |  |  |  |  |  |  |
|  | 16. Vladislav Kotromanić        |  |  |  |  |  |  |  |  |  |  |  |  |  |  |  |
|  |                                 |  |  |  |  |  |  |  |  |  |  |  |  |  |  |  |
|  |                                 |  |  |  |  |  |  |  |  |  |  |  |  |  |  |  |
|  | 8. Tvrtko I. Kotromanić         |  |  |  |  |  |  |  |  |  |  |  |  |  |  |  |
|  |                                 |  |  |  |  |  |  |  |  |  |  |  |  |  |  |  |
|  |                                 |  |  |  |  |  |  |  |  |  |  |  |  |  |  |  |
|  | 17. Jelena Šubić Kotromanić     |  |  |  |  |  |  |  |  |  |  |  |  |  |  |  |
|  |                                 |  |  |  |  |  |  |  |  |  |  |  |  |  |  |  |
|  |                                 |  |  |  |  |  |  |  |  |  |  |  |  |  |  |  |
|  | 4. Stjepan Ostoja               |  |  |  |  |  |  |  |  |  |  |  |  |  |  |  |
|  |                                 |  |  |  |  |  |  |  |  |  |  |  |  |  |  |  |
|  |                                 |  |  |  |  |  |  |  |  |  |  |  |  |  |  |  |
|  | 2. Stjepan Tomaš                |  |  |  |  |  |  |  |  |  |  |  |  |  |  |  |
|  |                                 |  |  |  |  |  |  |  |  |  |  |  |  |  |  |  |
|  |                                 |  |  |  |  |  |  |  |  |  |  |  |  |  |  |  |
|  | 10. Ivan II. Nelipčić           |  |  |  |  |  |  |  |  |  |  |  |  |  |  |  |
|  |                                 |  |  |  |  |  |  |  |  |  |  |  |  |  |  |  |
|  |                                 |  |  |  |  |  |  |  |  |  |  |  |  |  |  |  |
|  | 5. Jelena Nelipčć               |  |  |  |  |  |  |  |  |  |  |  |  |  |  |  |
|  |                                 |  |  |  |  |  |  |  |  |  |  |  |  |  |  |  |
|  |                                 |  |  |  |  |  |  |  |  |  |  |  |  |  |  |  |
|  | 11. Margareta Merini            |  |  |  |  |  |  |  |  |  |  |  |  |  |  |  |
|  |                                 |  |  |  |  |  |  |  |  |  |  |  |  |  |  |  |
|  |                                 |  |  |  |  |  |  |  |  |  |  |  |  |  |  |  |
|  | 1. Stjepan Tomašević Kotromanić |  |  |  |  |  |  |  |  |  |  |  |  |  |  |  |
|  |                                 |  |  |  |  |  |  |  |  |  |  |  |  |  |  |  |
|  |                                 |  |  |  |  |  |  |  |  |  |  |  |  |  |  |  |
|  | 3. Vojača                       |  |  |  |  |  |  |  |  |  |  |  |  |  |  |  |
|  |                                 |  |  |  |  |  |  |  |  |  |  |  |  |  |  |  |
|  |                                 |  |  |  |  |  |  |  |  |  |  |  |  |  |  |  |

### Primarni viri
- Konstantin iz Ostrovice. Janićarove uspomene.

### Sekundarni viri
- Stanoje Stojanović. Istorija srpskoga naroda, Beograd 1926. ISBN 978-86-81459-06-5.
- Vladimir Ćorović. Istorija srpskoga naroda. www.rastko.rs. Beograd 2001.
- Sima Ćirković (1964). Istorija srednjovekovne bosanske države. Srpska književna zadruga, Beograd.
- Andrija Veselinović, Radoš Ljušić (2001). Srpske dinastije. Novi Sad. ISBN 978-86-83639-01-4.
- John Van Antwerp (1994). The Late Medieval Balkans: A Critical Survey from the Late Twelfth Century to the Ottoman Conquest. University of Michigan Press. ISBN 978-0-472-08260-5.
- Miloš Blagojević, Dejan Medaković (2000). Istorija srpske državnosti. Ogranak SANU. Novi Sad.

| Štefan Tomašević KotromanićiRojen: okoli 1438 Umrl: 5. junij 1463 |                        |                               |
| Vladarski nazivi                                                  |                        |                               |
| Predhodnik: Lazar Branković                                       | Despot Srbije 1459     | Naslednik: Osmansko cesarstvo |
| Predhodnik: Stjepan Tomaš                                         | Kralj Bosne 1461 –1463 | Naslednik: Osmansko cesarstvo |